# Ledečko
Ledečko – gmina w Czechach, w powiecie Kutná Hora, w kraju środkowoczeskim. Według danych z dnia 1 stycznia 2013 liczyła 164 mieszkańców.
W miejscowości znajduje się stacja kolejowa Ledečko.